# Martin (Automobilhersteller)
Martin war ein US-amerikanischer Hersteller von Automobilen.

## Unternehmensgeschichte
M. B. Martin leitete das Unternehmen. Der Sitz war zunächst an der Monroe Street and später an der Cherry Street, beides in Grand Rapids in Michigan. Er stellte 1903 einige Automobile her, die als Martin vermarktet wurden.
Es gab keine Verbindungen zur Martin Motor Wagon Company und zur Martin Carriage Works, die ebenfalls Personenkraftwagen als Martin anboten.

## Fahrzeuge
Die Fahrzeuge hatten Ottomotoren.